# Basket vid olympiska sommarspelen 2012
De olympiska tävlingarna 2012 i basket arrangerades mellan 28 juli och 12 augusti 2012 i London. USA är titelförsvarare på både dam- och herrsidan.

## Medaljsammanfattning
| Gren                         | Guld | Guld | Silver | Silver | Brons | Brons |
| ---------------------------- | --- | --- | --- | --- | --- | --- |
| Damernas turnering detaljer  | USA Lindsay Whalen Seimone Augustus Sue Bird Maya Moore Angel McCoughtry Asjha Jones Tamika Catchings Swin Cash Diana Taurasi Sylvia Fowles Tina Charles Candace Parker   | USA Lindsay Whalen Seimone Augustus Sue Bird Maya Moore Angel McCoughtry Asjha Jones Tamika Catchings Swin Cash Diana Taurasi Sylvia Fowles Tina Charles Candace Parker   | Frankrike Isabelle Yacoubou Endéné Miyem Clémence Beikes Sandrine Gruda Edwige Lawson-Wade Céline Dumerc Florence Lepron Émilie Gomis Marion Laborde Élodie Godin Emmeline Ndongue Jennifer Digbeu | Frankrike Isabelle Yacoubou Endéné Miyem Clémence Beikes Sandrine Gruda Edwige Lawson-Wade Céline Dumerc Florence Lepron Émilie Gomis Marion Laborde Élodie Godin Emmeline Ndongue Jennifer Digbeu | Australien Suzy Batkovic Abby Bishop Liz Cambage Kristi Harrower Lauren Jackson Rachel Jarry Kathleen MacLeod Jenna O'Hea Samantha Richards Jennifer Screen Belinda Snell Laura Summerton           | Australien Suzy Batkovic Abby Bishop Liz Cambage Kristi Harrower Lauren Jackson Rachel Jarry Kathleen MacLeod Jenna O'Hea Samantha Richards Jennifer Screen Belinda Snell Laura Summerton           |
| Herrarnas turnering detaljer | USA Tyson Chandler Kevin Durant LeBron James Russell Westbrook Deron Williams Andre Iguodala Kobe Bryant Kevin Love James Harden Chris Paul Anthony Davis Carmelo Anthony | USA Tyson Chandler Kevin Durant LeBron James Russell Westbrook Deron Williams Andre Iguodala Kobe Bryant Kevin Love James Harden Chris Paul Anthony Davis Carmelo Anthony | Spanien Pau Gasol Rudy Fernández Sergio Rodríguez Juan Carlos Navarro José Calderón Felipe Reyes Víctor Claver Fernando San Emeterio Sergio Llull Marc Gasol Serge Ibaka Víctor Sada               | Spanien Pau Gasol Rudy Fernández Sergio Rodríguez Juan Carlos Navarro José Calderón Felipe Reyes Víctor Claver Fernando San Emeterio Sergio Llull Marc Gasol Serge Ibaka Víctor Sada               | Ryssland Aleksej Sjved Timofej Mozgov Sergej Karasiov Vitalij Fridzon Aleksandr Kaun Jevgenij Voronov Viktor Chrjapa Semjon Antonov Sergej Monja Dmitrij Chvostov Anton Ponkrasjov Andrej Kirilenko | Ryssland Aleksej Sjved Timofej Mozgov Sergej Karasiov Vitalij Fridzon Aleksandr Kaun Jevgenij Voronov Viktor Chrjapa Semjon Antonov Sergej Monja Dmitrij Chvostov Anton Ponkrasjov Andrej Kirilenko |

Denna tabell: visa • redigera

## Tävlingsformat
I varje turnering kommer de tolv kvalificerade nationerna att lottas till två grupper med sex nationer i varje. Efter ett inledande gruppspel kommer ett slutspel att spelas för att dela ut medaljerna.

## Kvalificering
Varje nationell olympisk kommitté får ställa upp med ett lag under förutsättning att laget har kvalificerat sig.

### Värdnation
I inledningsskedet av planeringen inför spelen 2012 var basket den enda sport där värdnationen, Storbritannien, inte fick en automatisk plats i turneringarna. Anledningen till detta var att de brittiska landslagen inte existerade före 2006, att FIBA (internationella basketförbundet) var oroliga för lagens framtid samt den bristfälliga kvaliteten på brittisk basket. Efter ett möte i Lyon, Frankrike, i mars 2011 blev det dock bestämt att Storbritannien får en automatisk plats i både damernas och herrarnas turneringar.

### Herrar

Kvalificerade länder till herrarnas turnering.

| Turnering                     | Datum                          | Spelplats  | Platser | Kvalificerade         |
| ----------------------------- | ------------------------------ | ---------- | ------- | --------------------- |
| Värdnation                    | 6 juli 2005                    |            | 1       | Storbritannien        |
| Världsmästerskapen 2010       | 28 augusti – 12 september 2010 | Turkiet    | 1       | USA                   |
| Afrikanska mästerskapen 2011  | 17–28 augusti 2011             | Madagaskar | 1       | Tunisien              |
| Amerikanska mästerskapen 2011 | 30 augusti – 11 september 2011 | Argentina  | 2       | Argentina · Brasilien |
| Oceaniska mästerskapen 2011   | 7–11 september 2011            | Australien | 1       | Australien            |
| Europamästerskapen 2011       | 31 augusti – 18 september 2011 | Litauen    | 2       | Spanien · Frankrike   |
| Asiatiska mästerskapen 2011   | 15–25 september 2011           | Kina       | 1       | Kina                  |
| Olympisk kvalturnering 2012   | 2–8 juli 2012                  | Venezuela  | 3       |                       |
| Totalt                        |                                |            | 12      |                       |

### Damer

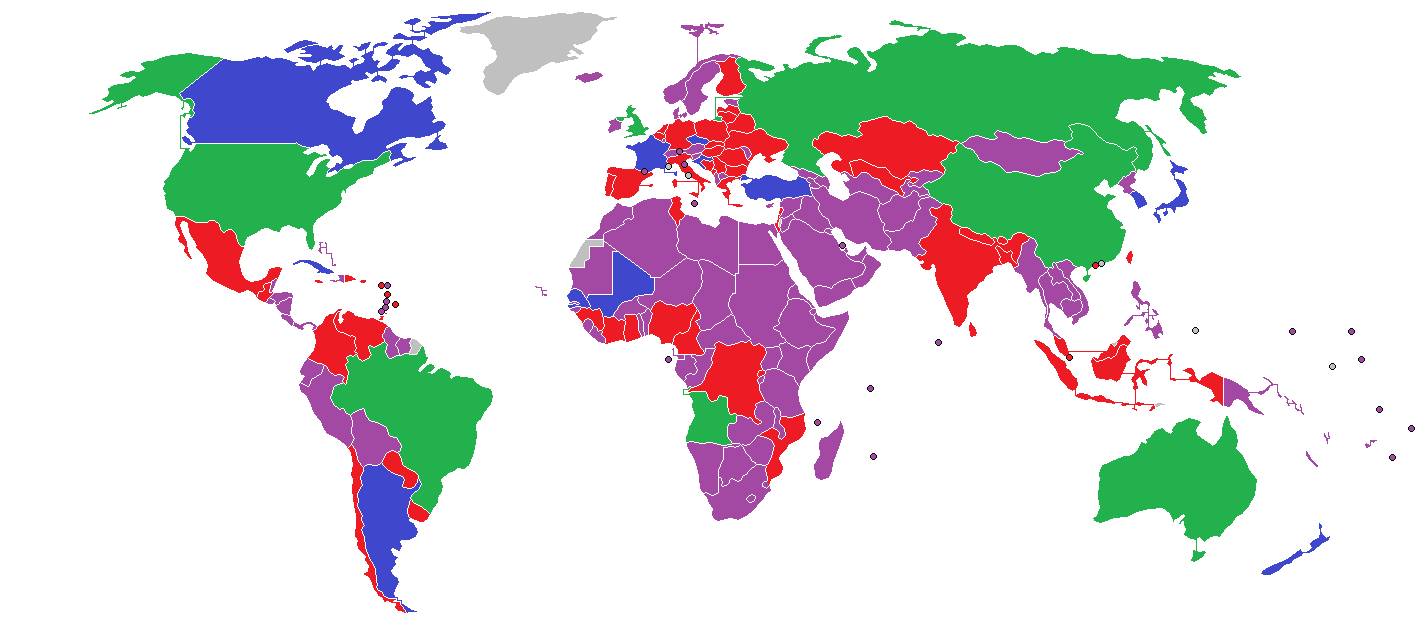
Grönt: kvalificerade, blå: kvalificering pågår, röd: utslagna, lila: ställde ej upp.

| Turnering                     | Datum                         | Spelplats  | Platser | Kvalificerade  |
| ----------------------------- | ----------------------------- | ---------- | ------- | -------------- |
| Värdnation                    | 6 juli 2005                   |            | 1       | Storbritannien |
| Världsmästerskapen 2010       | 23 september – 3 oktober 2010 | Tjeckien   | 1       | USA            |
| Europamästerskapen 2011       | 18 juni – 3 juli 2011         | Polen      | 1       | Ryssland       |
| Asiatiska mästerskapen 2011   | 21–28 augusti 2011            | Japan      | 1       | Kina           |
| Oceaniska mästerskapen 2011   | 7–11 september 2011           | Australien | 1       | Australien     |
| Amerikanska mästerskapen 2011 | 24 september – 1 oktober 2011 | Colombia   | 1       | Brasilien      |
| Afrikanska mästerskapen 2011  | 23 september – 2 oktober 2011 | Mali       | 1       | Angola         |
| Olympisk kvalturnering 2012   | 25 juni – 1 juli 2012         | Turkiet    | 5       |                |
| Totalt                        |                               |            | 12      |                |